# Diocesi di Iligan
La diocesi di Iligan (in latino Dioecesis Iliganensis) è una sede della Chiesa cattolica nelle Filippine suffraganea dell'arcidiocesi di Ozamiz. Nel 2021 contava 701.531 battezzati su 1.182.989 abitanti. È retta dal vescovo Jose Ramirez Rapadas.

## Territorio
La diocesi comprende la provincia filippina di Lanao del Norte sull'isola di Mindanao, ad eccezione delle municipalità di Karomatan, Nunungan, Tangcal, Munai, Pantao Ragat e Baloi che fanno parte della prelatura territoriale di Marawi.
Sede vescovile è la città di Iligan, dove si trova la cattedrale di San Michele arcangelo.
Il territorio si estende su 3.092 km² ed è suddiviso in 26 parrocchie.

## Storia
La prelatura territoriale di Iligan è stata eretta il 17 febbraio 1971 con la bolla Qui in Apostolici di papa Paolo VI, ricavandone il territorio dalla prelatura territoriale di Ozamiz (oggi arcidiocesi). Originariamente era suffraganea dell'arcidiocesi di Cagayan de Oro.
Il 20 novembre 1976 cedette una porzione del suo territorio a vantaggio dell'erezione della prelatura territoriale di Marawi.
Il 15 novembre 1982 la prelatura territoriale è stata elevata a diocesi con la bolla Cum Decessores di papa Giovanni Paolo II.
Il 24 gennaio 1983 è entrata a far parte della provincia ecclesiastica dell'arcidiocesi di Ozamiz.

## Cronotassi dei vescovi
Si omettono i periodi di sede vacante non superiori ai 2 anni o non storicamente accertati.
- Bienvenido Solon Tudtud † (17 febbraio 1971 - 25 aprile 1977 nominato prelato di Marawi)
- Fernando Robles Capalla † (25 aprile 1977 - 28 giugno 1994 nominato arcivescovo coadiutore di Davao)
- Emilio Layon Bataclan (3 maggio 1995 - 21 giugno 2004 nominato vescovo ausiliare di Cebu[1])
- Elenito Reyes Galido † (25 marzo 2006 - 5 dicembre 2017 deceduto)[2]
- Jose Ramirez Rapadas III, dal 13 giugno 2019

## Statistiche
La diocesi nel 2021 su una popolazione di 1.182.989 persone contava 701.531 battezzati, corrispondenti al 59,3% del totale.
| anno | popolazione | popolazione | popolazione | presbiteri | presbiteri | presbiteri | presbiteri                | diaconi | religiosi | religiosi | parrocchie |
| anno | battezzati  | totale      | %           | numero     | secolari   | regolari   | battezzati per presbitero | diaconi | uomini    | donne     | parrocchie |
| ---- | ----------- | ----------- | ----------- | ---------- | ---------- | ---------- | ------------------------- | ------- | --------- | --------- | ---------- |
| 1980 | 454.538     | 585.101     | 77,7        | 22         | 11         | 11         | 20.660                    |         | 22        | 46        | 15         |
| 1990 | 530.000     | 700.000     | 75,7        | 25         | 17         | 8          | 21.200                    |         | 15        | 45        | 20         |
| 1999 | 747.383     | 863.583     | 86,5        | 45         | 26         | 19         | 16.608                    |         | 29        | 42        | 20         |
| 2000 | 750.400     | 985.305     | 76,2        | 42         | 26         | 16         | 17.866                    |         | 24        | 41        | 20         |
| 2001 | 815.732     | 1.133.100   | 72,0        | 47         | 29         | 18         | 17.356                    |         | 29        | 59        | 20         |
| 2002 | 858.294     | 1.140.574   | 75,3        | 57         | 37         | 20         | 15.057                    |         | 21        | 54        | 24         |
| 2003 | 962.510     | 1.261.603   | 76,3        | 59         | 36         | 23         | 16.313                    |         | 24        | 53        | 54         |
| 2004 | 1.010.635   | 1.314.507   | 76,9        | 58         | 35         | 23         | 17.424                    |         | 27        | 68        | 26         |
| 2006 | 1.049.000   | 1.364.000   | 76,9        | 49         | 35         | 14         | 21.408                    |         | 42        | 68        | 25         |
| 2013 | 1.019.000   | 1.555.000   | 65,5        | 49         | 40         | 9          | 20.795                    |         | 21        | 69        | 26         |
| 2016 | 1.017.000   | 1.551.000   | 65,6        | 50         | 39         | 11         | 20.340                    |         | 15        | 75        | 26         |
| 2019 | 1.067.400   | 1.627.850   | 65,6        | 58         | 39         | 19         | 18.403                    |         | 22        | 65        | 26         |
| 2021 | 701.531     | 1.182.989   | 59,3        | 58         | 40         | 18         | 12.095                    |         | 22        | 66        | 26         |